# 互換通
互換通（英語：Swap Connect，全稱香港與内地利率互換市場互聯互通合作）是由中國人民銀行、香港證券及期貨事務監察委員會、香港金融管理局推行的一項制度安排，讓投資者可以通過香港與中國內地的基礎設施機構連接，參與兩個金融衍生品市場。

## 背景
2022年7月4日，中國人民銀行、香港證券及期貨事務監察委員會與香港金融管理局發佈聯合公告，宣佈互換通將定於六個月後推行，其後推行日期一度延遲，截至2023年4月11日尚未公佈推行日期。2023年2月17日，中國人民銀行發表《內地與香港利率互換市場互聯互通合作管理暫行辦法（征求意見稿）》，內容包括北向互換通初期可交易標的為利率互換產品，報價、交易及結算幣種為人民幣，每日交易淨額上限為200億元人民幣，並於2023年4月28日正式實施。在互換通啟動前，投資者一般透過離岸人民幣利率互換管理利率風險，互換通啟動後投資者將可以直接參與流動性較高的中國內地人民幣利率互換協議市場。2023年5月15日，北向互換通於同年5月15日啟動，初期每日交易額度為200億元人民幣，清算額度設定上限不超過40億元人民幣，啟動當日由滙豐銀行完成首批交易。

## 影響
香港金融管理局總裁余偉文認為互換通有助債券投資者管理利率風險，中金公司估計互換通可吸引投資者購買中國內地發行的人民幣債券，有助推動人民幣國際化，並為離岸人民幣匯率帶來支持。

## 外部連結
- 《內地與香港利率互換市場互聯互通合作管理暫行辦法》 （页面存档备份，存于）